# Antonella Bellutti
Antonella Bellutti (Bolzano, 7 novembre 1968) è un'ex pistard, ciclista su strada e bobbista italiana.
È stata due volte campionessa olimpica, nell'inseguimento ad Atlanta 1996 e nella corsa a punti a Sydney 2000.

## Carriera
Nella giovinezza Bellutti, allenata da Claudio Vantini, fu un'ottima interprete dei 100 m ostacoli, diventando primatista italiana juniores nei 100 metri ad ostacoli e vincendo sette titoli giovanili italiani; praticò anche la pallacanestro. Nel 1991, in seguito a un infortunio alla gamba, iniziò a praticare il ciclismo; passata all'agonismo, nel 1992 si classificò seconda nella specialità dell'inseguimento ai campionati italiani. Si tesserò con la S.C. Adriana Bolzano.
La prima soddisfazione internazionale arrivò ai mondiali 1995 a Bogotà, in cui ottenne la medaglia d'argento nell'inseguimento individuale, battuta da Rebecca Twigg. Il 6 aprile 1996 a Cali, adottando la posizione "Superman" già introdotta da Chris Boardman, stabilì il nuovo record del mondo sui 3 chilometri da fermo (3'31"924); in stagione partecipò ai Giochi olimpici di Atlanta, vincendo la medaglia d'oro nell'inseguimento e si aggiudicò inoltre il bronzo mondiale d'inseguimento. Nel 2000 prese parte ai Giochi olimpici di Sydney, vincendo un'altra medaglia d'oro, questa volta nella corsa a punti, prima ciclista italiana a vincere due ori in due edizioni consecutive dei Giochi; fu invece quinta nell'inseguimento.
Altri successi del periodo furono tre Coppe del mondo di specialità (inseguimento nel 2000, corsa a punti nel 1999 e 2000) e quattordici singole prove di Coppa, l'oro agli europei di omnium endurance di Berlino del 1997, due omnium alla Sei giorni di Milano, nel 1998 e nel 1999, oltre a sedici titoli italiani: sette nell'inseguimento (consecutivi, dal 1994 al 2000), sei nei 500 metri a cronometro (consecutivi, dal 1995 al 2000), due nella velocità (1997 e 2000) e uno nella corsa a punti (1997).
Ritiratasi dal ciclismo a fine 2000 (nonostante qualche sporadica apparizione tra 2003 e 2004), nel 2002 partecipa come frenatrice di Gerda Weissensteiner alla prova di bob a due ai Giochi olimpici invernali di Salt Lake City, piazzandosi in settima posizione.

## Attività extra-agonistica
Insegnante di educazione fisica diplomata all'Isef di Firenze nel 1993, poi iscritta all'Albo Pubblicisti dal 1997, tra anni '90 e 2000 Bellutti collabora con il Gazzettino di Venezia curando per sei anni la rubrica "A ruota libera". Il 18 aprile del 2001 viene eletta nella Giunta Nazionale del Comitato olimpico nazionale italiano, e nel gennaio del 2003 entra, come rappresentante unica degli atleti, nella Commissione ministeriale antidoping e nella commissione ministeriale per le pari opportunità nello sport.
Nell'aprile del 2002 torna nel mondo del ciclismo in qualità di direttore tecnico del settore pista della Nazionale di ciclismo, dimettendosi però pochi mesi dopo per contrasti con la Federazione. Nel frattempo collabora con Tv private per rubriche e programmi sportivi.
Dal 2005 al 2013 è insegnante e coordinatrice dell'opzione sportiva del liceo scientifico "G. Toniolo" di Bolzano, per cui elabora e implementa un modello di didattica flessibile per la doppia carriera. 
Dal 2011 al 2013 progetta, implementa e monitora il progetto UniFit per l'Università di Trento, al fine di creare un protocollo di screening motorio e di relativi programmi di attività, dedicato alla promozione dello stile di vita sano e attivo tra gli studenti sedentari. Dal 2012 al 2013 è anche responsabile del settore volontari del Comitato Organizzatore della XXVI Universiade invernale, svoltasi in Trentino-Alto Adige dall'11 al 21 dicembre 2013.
Nel 2014 si trasferisce da Rovereto ad Andogno, frazione del comune di San Lorenzo Dorsino nel Parco naturale Adamello Brenta, dove  ristruttura la vecchia locanda dei bisnonni Bellutti, riportandola in attività come locanda con cucina bio-vegana.  che chiuderà, causa covid nel 2021. 
Nel 2017 esce il suo libro La vita è come andare in bicicletta, edizioni Sonda, in cui racconta la sua scelta alimentare, i motivi per cui ha prediletto l'alimentazione vegetale e parla dei disturbi del comportamento alimentare nello sport agonistico. Grazie a questo libro vince il premio Rotary Trentino con cui apre il primo corso di alimentazione vegetale in relazione alla performance sportiva nel corso di scienze motorie dell'Università di Verona.
Il 7 dicembre 2020 annuncia la sua candidatura alla Presidenza del Comitato olimpico nazionale italiano: della sua squadra fanno parte, fra gli altri, anche le campionesse Manuela Benelli e Stefania Passaro. Nel maggio 2021 viene riconfermato presidente Giovanni Malagò

## Palmarès

### Pista
- 1994

Campionati italiani, Inseguimento
- 1995

Campionati italiani, 500 m a cronometro
Campionati italiani, Inseguimento
6ª prova Coppa del mondo, Inseguimento (Manchester)
- 1996

1ª prova Coppa del mondo, 500 m a cronometro (Cali)
1ª prova Coppa del mondo, Inseguimento (Cali)
3ª prova Coppa del mondo, Inseguimento (Atene)
Giochi olimpici, Inseguimento (Atlanta)
Campionati italiani, Inseguimento
Campionati italiani, 500 m a cronometro
- 1997

1ª prova Coppa del mondo, Inseguimento (Cali)
1ª prova Coppa del mondo, Corsa a punti (Cali)
3ª prova Coppa del mondo, Inseguimento (Fiorenzuola d'Arda)
4ª prova Coppa del mondo, Inseguimento (Quartu Sant'Elena)
4ª prova Coppa del mondo, Corsa a punti (Quartu Sant'Elena)
5ª prova Coppa del mondo, Corsa a punti (Atene)
6ª prova Coppa del mondo, Inseguimento (Adelaide)
Campionati italiani, 500 m a cronometro
Campionati italiani, Inseguimento
Campionati italiani, Corsa a punti
Campionati italiani, Velocità
Campionati europei, Omnium endurance
- 1998

Sei giorni di Milano, Omnium
1ª prova Coppa del mondo, Inseguimento (Cali)
1ª prova Coppa del mondo, Corsa a punti (Cali)
Campionati italiani, 500 m a cronometro
Campionati italiani, Inseguimento
- 1999

Sei giorni di Milano, Omnium
Campionati italiani, 500 m a cronometro
Campionati italiani, Corsa a punti
Campionati italiani, Velocità
- 2000

3ª prova Coppa del mondo, Inseguimento (Città del Messico)
Campionati italiani, 500 m a cronometro
Campionati italiani, Inseguimento
Giochi olimpici, Corsa a punti (Sydney)

#### Altri successi
- 1999

Classifica finale Coppa del mondo, Corsa a punti
- 2000

Classifica finale Coppa del mondo, Inseguimento individuale
Classifica finale Coppa del mondo, Corsa a punti

### Strada
- 1997

3ª tappa Giro della Provincia di Pordenone
Prologo Giro del Trentino (cronometro)
- 1998

Giro dei 6 Comuni
Classifica generale Giro della Provincia di Pordenone
Gran Premio di Correggio
Chilometro del Corso
Prologo Giro di Bolzano (cronometro)
Classifica generale Giro di Bolzano
Prologo Giro del Trentino (cronometro)
3ª tappa Giro della Toscana
- 1999

1ª tappa Giro della Provincia di Pordenone
Gran Premio di Correggio
- 2000

Chilometro del Corso

## Piazzamenti

### Competizioni mondiali
- Coppa del mondo su pista

1999 - Inseguimento: vincitrice
1999 - Corsa a punti: vincitrice
2000 - Corsa a punti: vincitrice
- Campionati del mondo su pista

Palermo 1994 - Inseguimento: 4ª
Bogotá 1995 - Inseguimento: 2ª
Manchester 1996 - Inseguimento: 3ª
Perth 1997 - Inseguimento: 5ª
Perth 1997 - Corsa a punti: 4ª
Bordeaux 1998 - Inseguimento: 6ª
Bordeaux 1998 - Corsa a punti: 8ª
Berlino 1999 - Inseguimento: 9ª
Melbourne 2004 - 500 metri: 14ª
- Campionati del mondo su strada

Verona 1999 - Cronometro Elite: 22ª
- Giochi olimpici

Atlanta 1996 - Inseguimento: vincitrice
Sydney 2000 - Inseguimento: 5ª
Sydney 2000 - Corsa a punti: vincitrice
Salt Lake City 2002 - Bob a due: 7ª

## Riconoscimenti
- Oscar TuttoBici: 1997[10]
- Guirlande d'Honneur: 2000
- Premio Rotary: 2018
- Il 16 luglio 2019, una targa con il nome di Antonella Bellutti è stata inserita nel percorso Walk of Fame dello sport italiano al parco olimpico del Foro Italico a Roma, riservato agli sportivi italiani che si sono distinti per i risultati ottenuti in campo internazionale.

## Pubblicazioni
- La vita è come andare in bicicletta..., Milano, Sonda, 2017, ISBN 978-8871068626.